# Phavaraea
Phavaraea is een geslacht van vlinders van de familie tandvlinders (Notodontidae), uit de onderfamilie Dioptinae.

## Soorten
- P. poliana Druce, 1893
- P. rejecta Geyer, 1832